# Ermal Kuqo
Ermal Kuqo (tur. Ermal Kurtoğlu) (Korçë, Albanija, 12. veljače 1980.) je albanski košarkaš i državni reprezentativac. U drugom dijelu karijere dobio je tursko državljanstvo pa je igrao za Tursku od 2004. do 2010., a od onda opet igra za Albaniju. Igrao je na mjestu krilnog centra. Visine je 208 cm. Igrao je u Euroligi sezone 1998./99. za turski Fenerbahçe Ülker iz Istanbula. Jedno je vrijeme igrao u Hrvatskoj za KK Split.